# BAFL Development League 2020
La BAFL Development League 2020 è stata  il campionato di football americano di terzo livello, organizzato dalla BAFL.
I Soumagne Raptors si sono ritirati dal torneo.
Il 12 marzo con un comunicato sulla pagina Facebook della BAFL è stata annunciata la sospensione del campionato a causa della pandemia di COVID-19 del 2019-2021.
Il 3 agosto la stagione 2020 è stata ufficialmente annullata.

## Squadre partecipanti
| Club                    | Città     | Stadio | Sponsor ufficiale | Risultato nella stagione 2019 |
| ----------------------- | --------- | ------ | ----------------- | ----------------------------- |
| Brussels Black Angels 2 | Bruxelles |        |                   |                               |
| COF Atomics             | Amay      |        |                   |                               |
| Soumagne Raptors        | Soumagne  |        |                   |                               |

## Stagione regolare

### Calendario

#### 1ª giornata
| 23 febbraio 2020 | Soumagne Raptors | - – - (annullata) | COF Atomics |  |

#### 2ª giornata
| Berchem-Sainte-Agathe 15 marzo 2020, ore 15:00 | COF Atomics | - – - | Brussels Black Angels 2 |  |

#### 3ª giornata
| 29 marzo 2020 | Brussels Black Angels 2 | - – - (annullata) | Soumagne Raptors |  |

#### 4ª giornata
| Soumagne 3 maggio 2020, ore 14:00 | COF Atomics | - – - | Soumagne Raptors |  |

#### 5ª giornata
| Amay 17 maggio 2020, ore 14:00 | Brussels Black Angels 2 | - – - | COF Atomics |  |

#### 6ª giornata
| 7 giugno 2020 | Soumagne Raptors | - – - | Brussels Black Angels 2 |  |

### Classifica
La classifica della regular season è la seguente:
- PCT = percentuale di vittorie, G = partite giocate, V = partite vinte,  P = partite perse, PF = punti fatti, PS = punti subiti

| Pos. | Squadra                 | PCT  | G | V | N | P | PF | PS |
| ---- | ----------------------- | ---- | - | - | - | - | -- | -- |
| 1    | Brussels Black Angels 2 | .000 | 0 | 0 | 0 | 0 | 0  | 0  |
| 2    | COF Atomics             | .000 | 0 | 0 | 0 | 0 | 0  | 0  |
| -    | Soumagne Raptors        | -    | - | - | - | - | -  | -  |